# Taphozous hildegardeae
Taphozous hildegardeae е вид бозайник от семейство Emballonuridae. Видът е световно застрашен, със статут Уязвим.

## Разпространение
Разпространен е в Кения и Танзания.